# دوستان (فیلم ۱۹۹۳)
دوستان (انگلیسی: Friends) فیلمی است که در سال ۱۹۹۳ منتشر شد. از بازیگران آن می‌توان به کری فاکس اشاره کرد.